# Arroyo Caza Pava
El arroyo Caza Pava es un curso de agua de la provincia de Corrientes, Argentina que desagua en el río Uruguay.
El mismo nace en el bañado del mismo nombre, en el departamento de Santo Tomé y que con rumbo sur se dirige hasta desembocar en el río Uruguay aguas arriba de la ciudad de Santo Tomé.
- Datos: Q5705572